# Moustapha Cissé
Moustapha Cissé (ur. 20 czerwca 1991) – senegalski piłkarz grający na pozycji napastnika.

## Kariera klubowa
Cissé jest wychowankiem senegalskiego klubu RS Yoff. W 2010 roku trafił do grającego poza ekstraklasą norweskiego klubu Løv-Ham Fotball, w którym przebywał przez zaledwie kilka miesięcy. W 2011 roku reprezentował barwy senegalskiego zespołu ASC Jeanne d’Arc, zaś od 2012 roku jest graczem islandzkiego Selfoss

## Kariera reprezentacyjna
Cissé w reprezentacji Senegalu zadebiutował 10 maja 2010 roku w towarzyskim meczu przeciwko Meksykowi. Na boisku pojawił się w 60 minucie. Do tej pory rozegrał w niej 2 mecze. (stan na 15 czerwca 2013).
| Mecze i gole w reprezentacji | Mecze i gole w reprezentacji | Mecze i gole w reprezentacji | Mecze i gole w reprezentacji | Mecze i gole w reprezentacji | Mecze i gole w reprezentacji | Mecze i gole w reprezentacji |
| #                            | Data                         | Stadion                      | Rywal                        | Wynik                        | Gol                          | Rozgrywki                    |
| 2010                         | 2010                         | 2010                         | 2010                         | 2010                         | 2010                         | 2010                         |
| ---------------------------- | ---------------------------- | ---------------------------- | ---------------------------- | ---------------------------- | ---------------------------- | ---------------------------- |
| 1.                           | 10.05.2010                   | Chicago, Stany Zjednoczone   | Meksyk                       | 0:1                          | 0                            | towarzyski                   |